# Ty (album)
Ty – piąty album zespołu Skaldowie, wydany jako LP przez Polskie Nagrania „Muza” w 1971 roku. W 2011 roku wytwórnia Kameleon Records wydała album w wersji CD.
Płyta została nagrana na krótko po powrocie zespołu ze Stanów Zjednoczonych. Na płycie Andrzej Zieliński eksperymentuje na nowych organach Hammonda, a Jacek Zieliński wplata elementy jazzu na trąbce. W utworach słychać wyrabianie się nowego rockowego oblicza Skaldów oraz nawiązania do starego stylu twórczości Andrzeja Zielińskiego. Tekst piosenki "Ostatnia scena" napisał Tadeusz Śliwiak, a dedykowany jest tragicznie zmarłemu Zbigniewowi Cybulskiemu.

## Lista utworów
strona A
| 1. | Zwariowane koło (Andrzej Zieliński – Leszek Aleksander Moczulski)           | 3:10  |
|    |                                                                             |       |
| 2. | Dwa-jeden-zero-start (Andrzej Zieliński – Leszek Aleksander Moczulski)      | 3:12  |
|    |                                                                             |       |
| 3. | Póki ludzie się kochają (Andrzej Zieliński – Wojciech Młynarski)            | 2:56  |
|    |                                                                             |       |
| 4. | Coraz większe oczekiwanie (Andrzej Zieliński – Leszek Aleksander Moczulski) | 6:02  |
|    |                                                                             |       |
| 5. | Hymn kolejarzy wąskotorowych (Andrzej Zieliński – Wojciech Młynarski)       | 3:58  |
|    |                                                                             |       |
|    |                                                                             | 19:18 |
|    |                                                                             |       |
strona B
| 1. | Narodził się człowiek (Andrzej Zieliński – Leszek Aleksander Moczulski)         | 5:48  |
|    |                                                                                 |       |
| 2. | Ty (Andrzej Zieliński – Wojciech Młynarski)                                     | 3:45  |
|    |                                                                                 |       |
| 3. | Na wszystkich dworcach świata (Andrzej Zieliński – Leszek Aleksander Moczulski) | 5:58  |
|    |                                                                                 |       |
| 4. | Ostatnia scena (Andrzej Zieliński – Tadeusz Śliwiak)                            | 4:07  |
|    |                                                                                 |       |
| 5. | Epilog (Andrzej Zieliński – Leszek Aleksander Moczulski)                        | 1:13  |
|    |                                                                                 |       |
|    |                                                                                 | 20:51 |
|    |                                                                                 |       |

## Skład zespołu
- Andrzej Zieliński – fortepian, organy Hammonda, śpiew
- Jacek Zieliński – skrzypce, trąbka, śpiew
- Konrad Ratyński – gitara basowa, śpiew
- Jerzy Tarsiński – gitara
- Jan Budziaszek – perkusja